# Paleta de Tehenu
La Paleta de Tehenu, Paleta libia, Paleta del Tributo libio, o paleta de las Ciudades es una placa votiva de pizarra, datada en el periodo Predinástico de Egipto (Naqada III), donde se considera que está representada una batalla y la conquista de varias ciudades, que se identifican como ciudades libias. En la paleta aparecen los nombres de algunos soberanos predinásticos egipcios, en opinión del egiptólogo Dreyer.
Tiene unas dimensiones de 18,5 cm de alto y 21 cm de ancho, aunque se calcula que originariamente medía 70 x 21 cm. La paleta se encontró en Abydos y se conserva en el Museo de El Cairo.
Se cree que los beduinos libios, que recibieron el nombre de Tehenu por los egipcios, son los predecesores de los bereberes, y que poblaban en aquella época la parte occidental del delta del Nilo.